# Coleophora nanophyti
Coleophora nanophyti é uma espécie de mariposa do gênero Coleophora pertencente à família Coleophoridae.